# Кондратьев, Иван Петрович

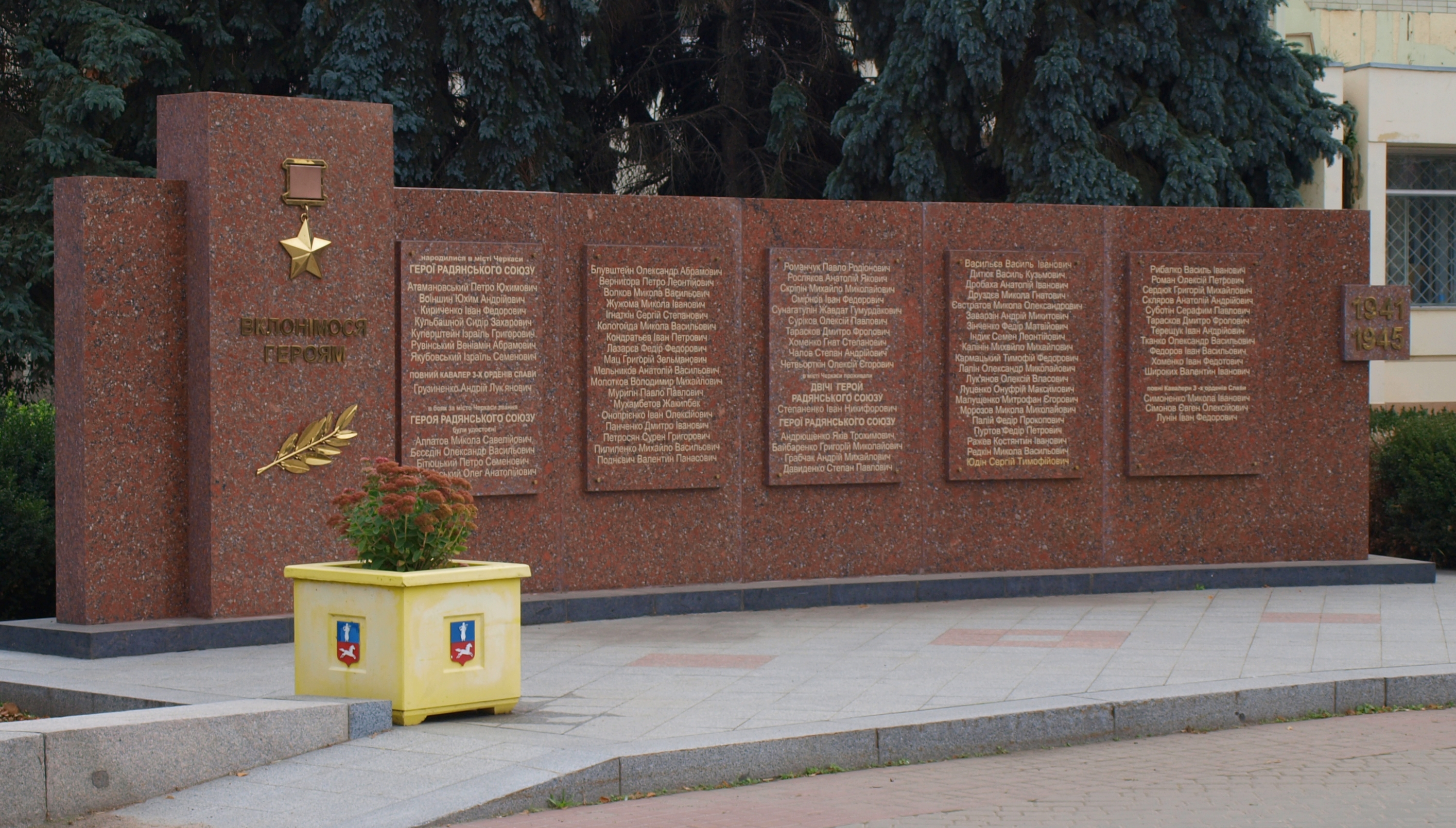
Стела на площади Славы в городе Черкассы, Украина.

Иван Петрович Кондра́тьев (15 декабря 1922, Фатежская, Тюменская губерния — 9 июля 1996, Тюмень) — гвардии старший сержант Рабоче-крестьянской Красной Армии, участник Великой Отечественной войны, Герой Советского Союза (1944). После войны работал снабженцем и был осуждён за растрату.

## Биография
Иван Петрович Кондратьев родился 15 декабря 1922 года в крестьянской семье в деревне Фатежской (Фититской) Щигровского сельсовета Кизакской волости Ялуторовского уезда Тюменской губернии, ныне деревня входит в Мокроусовский муниципальный округ Курганской области. Русский.
С 1930-х годов проживал в деревне Снегирева Армизонского района (ныне Тюменская область), где окончил семь классов и курсы трактористов, после чего работал по специальности в колхозе.
Осенью 1940 года Кондратьев был призван Армизонским РВК Омской области на службу в Рабоче-крестьянскую Красную Армию. Во Владивостоке он прошёл курс молодого бойца и был зачислен в воинскую часть химической защиты. После начала Великой Отечественной войны был направлен в действующую армию, на станции Алкино Башкирской АССР прошёл трехмесячную общевойсковую подготовку, затем в Московской области полгода обучался в школе воздушно-десантных войск.
С лета 1943 года — на фронтах Великой Отечественной войны.
К ноябрю 1943 года член ВЛКСМ гвардии младший сержант Иван Кондратьев был наводчиком противотанкового ружья 4-го батальона 5-й гвардейской воздушно-десантной бригады 52-й армии 2-го Украинского фронта. Отличился во время боёв за освобождение Черкасской области Украинской ССР. В период с 13 по 16 ноября 1943 года, ведя бои у села Свидовок Черкасского района и у города Черкассы, Кондратьев лично подбил 6 танков, 3 бронемашины, 3 автомашины с пехотой противника. В тех боях он был тяжело ранен. Из всей роты, десантировавшейся в тыл к немцам, в живых остались двое.
Указом Президиума Верховного Совета СССР от 24 апреля 1944 года за «образцовое выполнение боевых заданий командования на фронте борьбы с немецкими захватчиками и проявленные при этом мужество и героизм» гвардии младший сержант Иван Кондратьев был удостоен высокого звания Героя Советского Союза с вручением ордена Ленина и медали «Золотая Звезда» за номером 2730.
В бою на Днепровском плацдарме Иван был контужен и тяжело ранен – пуля прошла навылет через живот. В 1944 году Кондратьев в звании старшего сержанта был демобилизован по ранению. Вернулся в Снегиреву, работал один год заготовителем в ондатровом хозяйстве. Затем уехал к двоюродной сестре в Пятигорск.
Проживал до июля 1950 года в Пятигорске, где работал снабженцем на местной прядильно-ткацкой фабрике, затем перешёл на завод «Прогресс», где работал тоже по снабженческой части.
Позднее переехал в село Армизонское Тюменской области. Работал в организациях заготовки и сбыта. В апреле 1963 года внезапная ревизия выявила у него недостачу двух тысяч рублей. Суд приговорил его за растрату к 3 годам лишения свободы с содержанием в колонии общего режима. Указом Президиума Верховного Совета СССР от 6 апреля 1963 года Иван Кондратьев был лишён всех званий и наград. За колючей проволокой провел около двух лет. Пришедший к власти Л.И. Брежнев к 20-летию Победы амнистировал фронтовиков, осужденных за бытовые и хозяйственные преступления.
По ходатайству совета ветеранов 5-й гвардейской ВДБр в 1975 году (по другим данным 20 марта 1984 года) он был восстановлен в звании Героя Советского Союза.
В 1985 году Кондратьев переехал в Тюмень.
Иван Петрович Кондратьев умер 9 июля 1996 года, похоронен на Червишевском кладбище города Тюмени Тюменской области.

## Награды
- Герой Советского Союза, 24 апреля 1944 года[4]
  - Орден Ленина
  - Медаль «Золотая Звезда» № 2730
- Орден Отечественной войны I степени, 6 апреля 1985 года[5]
- Медали[2].
  - Медаль «За победу над Германией в Великой Отечественной войне 1941—1945 гг.»
  - Юбилейная медаль «Тридцать лет Победы в Великой Отечественной войне 1941—1945 гг.»
  - Юбилейная медаль «Сорок лет Победы в Великой Отечественной войне 1941—1945 гг.»
  - Юбилейная медаль «50 лет Победы в Великой Отечественной войне 1941—1945 гг.»
  - Возможно был награждён юбилейной медалью «60 лет Вооружённых Сил СССР» <уточнить>
  - Возможно был награждён юбилейной медалью «70 лет Вооружённых Сил СССР» <уточнить>
  - Возможно был награждён медалью Жукова <уточнить>

## Память
- Улица Кондратьева, наименование присвоено вновь строящейся улице на западной окраине села Армизонского решением районной Думы от 29 июня 2006 года № 47
- Мемориальная доска, установлена в селе Армизонском Армизонского района Тюменской области, ул. Кондратьева, 1 — 55°56′28″ с. ш. 67°39′32″ в. д.HGЯO[6]
- Мемориальная доска, установлена в 1996 году на доме, где жил, город Тюмень, ул. Свердлова, 22 — 57°09′22″ с. ш. 65°32′52″ в. д.HGЯO[7]
- Упомянут на стеле, установленной в 2012 году на площади Славы в городе Черкассы, Украина  — 49°26′52″ с. ш. 32°03′32″ в. д.HGЯO
- Упомянут в Зале Славы Музея Победы на Поклонной горе, город Москва, площадь Победы, д. 3 — 55°43′50″ с. ш. 37°30′18″ в. д.HGЯO

## Семья
Отец Петр Александрович Кондратьев, мать Акулина Сергеевна. В семье было шестеро детей, три дочери и три сына: Владимир (1918—26 февраля 1943, д. Ручьи, Ленинградская область, лейтенант), Надежда (1920—?), Иван (1922—1996), Анна Королёва (1924—?), Василий (1926—?), Фаля (1928—?).
Первая жена Нина, двое детей: дочь Людмила и сын Владимир. Сын жил в Барнауле, а дочь — в Енисейске.
Вторая жена Евдокия, третья жена Мария Захаровна Дорожкина.